# دلبة
دلبة قرية سوريّة تتبع إداريّاً لمحافظة ريف دمشق منطقة دوما ناحية الغزلانية، بلغ تعداد سكانها 1,002 نسمة حسب التعداد السكاني لعام 2004.